# 251 Софија
251 Софија (лат. 251 Sophia) је астероид главног астероидног појаса. Приближан пречник астероида је 28,42 km,
а средња удаљеност астероида од Сунца износи 3,094 астрономских јединица (АЈ).
Инклинација (нагиб) орбите у односу на раван еклиптике је 10,529 степени, а орбитални период износи 1988,078 дана (5,443 година). Ексцентрицитет орбите астероида износи 0,104.
Апсолутна магнитуда астероида износи 10,00 а геометријски албедо 0,218.
Астероид је откривен 4. октобра 1885. године.